# Лесковець (Словенська Бистриця)
Лесковець (словен. Leskovec) — поселення в общині Словенська Бистриця, Подравський регіон‎, Словенія.